# Dorfkirche Mittenwalde (Uckermark)

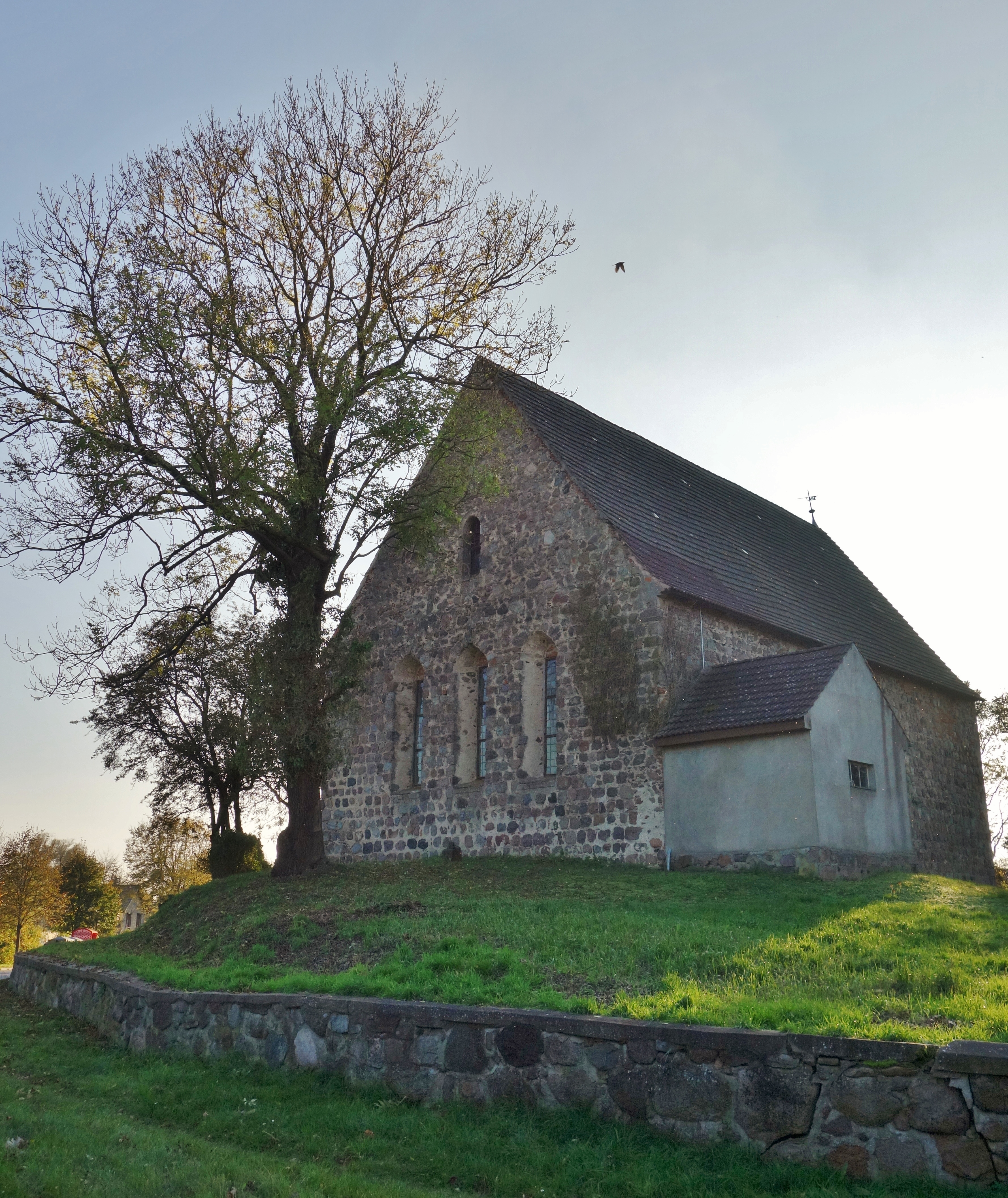
Dorfkirche Mittenwalde (Uckermark)

Die evangelische, denkmalgeschützte Dorfkirche Mittenwalde steht in Mittenwalde, einer Gemeinde im Landkreis Uckermark in Brandenburg. Sie gehört zur Kirchengemeinde Herzfelde im Kirchenkreis Oberes Havelland der Evangelischen Kirche Berlin-Brandenburg-schlesische Oberlausitz.

## Beschreibung
Die Feldsteinkirche wurde in der zweiten Hälfte des 13. Jahrhunderts erbaut. Das Erdgeschoss des Kirchturms im Westen in Breite des Langhauses ist nicht mehr erkennbar. An die Nordwand des Langhauses wurde die Sakristei angebaut. Das Portal im Westen hat ein gestuftes Gewände. Der Giebel darüber wurde aus Backsteinen erneuert.
Der Innenraum ist bis zum vermauerten Erdgeschoss des unvollendeten Kirchturms mit einer Holzbalkendecke überspannt. Zur Kirchenausstattung gehört ein Kanzelaltar, der durch Einfügen einer Kanzel aus der Zeit um 1600 in das von zwei Säulen gerahmte Altarretabel vom Ende des 17. Jahrhunderts entstanden ist.